# جانی براونلی
جانی براونلی (انگلیسی: Jonny Brownlee؛ زادهٔ ۳۰ آوریل ۱۹۹۰) ورزشکار ورزش سه‌گانه اهل بریتانیا است.
وی در مسابقات کشوری و بین‌المللی در مجموع برندهٔ ۹ مدال طلا، ۹ مدال نقره، ۳ مدال برنز شده‌است.